# 玛丽娜·肖凯蒂
玛丽娜·肖凯蒂（義大利語：Marina Sciocchetti，1958年11月13日—），意大利女子马术运动员。她曾代表意大利参加1980年和1984年夏季奥林匹克运动会马术比赛，获得一枚银牌。